# Нова Весь (гміна Ліпсько)
Нова Весь (пол. Nowa Wieś) — село в Польщі, у гміні Ліпсько Ліпського повіту Мазовецького воєводства.
Населення — 133 особи (2011).
У 1975-1998 роках село належало до Радомського воєводства.

## Демографія
Демографічна структура станом на 31 березня 2011 року:
|          | Загалом | Допрацездатний вік | Працездатний вік | Постпрацездатний вік |
| -------- | ------- | ------------------ | ---------------- | -------------------- |
| Чоловіки | 63      | 16                 | 42               | 5                    |
| Жінки    | 70      | 14                 | 40               | 16                   |
| Разом    | 133     | 30                 | 82               | 21                   |